# Foxy Brown (Rapperin)

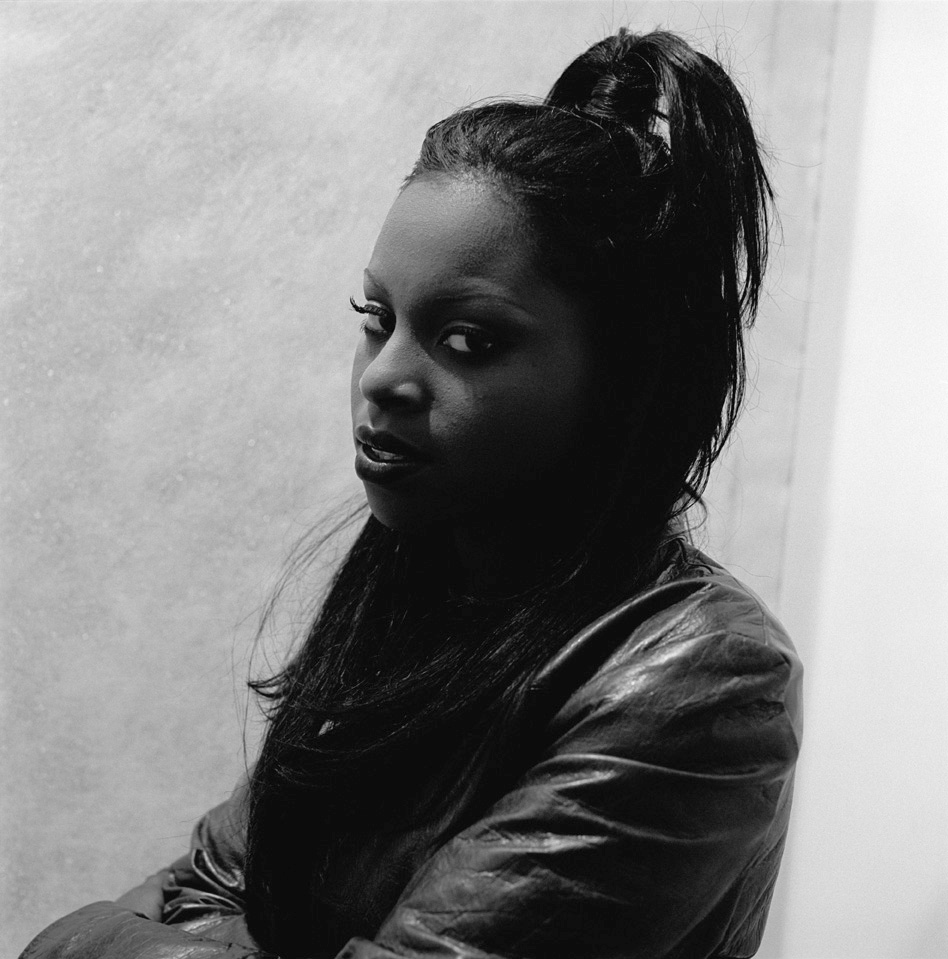
Foxy Brown, New York (1998)

Foxy Brown (* 6. September 1978 in Brooklyn, New York; eigentlich Inga Marchand) ist eine US-amerikanische Rapperin. Ihren Künstlernamen entlieh sie dem gleichnamigen Film mit Pam Grier von 1974. Sie bildete zusammen mit Nas, Cormega (der dann für das spätere Album von Nature abgelöst wurde) und AZ die Rapformation The Firm.

## Geschichte
Bevor 1996 ihr Debütalbum Ill Na Na erschien, hatte Foxy Brown bereits einige Gastauftritte unter anderem bei I Shot Ya (LL Cool J) und Ain’t No… (Jay-Z). Das Album verkaufte sich 1,5 Millionen Mal. Aus ihm stammt auch ihr größter Hit I’ll Be, den sie zusammen mit Jay-Z aufnahm. Trotz des kommerziellen Erfolges gehört der Tonträger zu den kontroversesten Musikalben der US-Musikgeschichte. Kritiker warfen der damals erst 18-Jährigen durch ihre harten und teils obszönen Texte eine Gefährdung der Jugend vor. In den 1990er Jahren galt sie neben anderen als Vertreterin der starken Frauen der US-Rapszene, welche durch ihr selbstbewusstes Auftreten und ihre harten Texte mit oft sexuellen Inhalten auf sich aufmerksam machten. Das Album setzte mit anderen einen Trend im Rap, den später unter anderem Lil’ Kim, Trina und Remy Ma fortsetzten.
Das Nachfolgealbum Chyna Doll erschien 1999 und erreichte Platz 1 der US-Charts. Es war das erste Album einer Rapperin, dem dies gelang. Das Album mit der erfolgreichen Singleauskopplung Hot Spot schaffte es auch in die Top 10 der Albumcharts in Deutschland.
Foxy Browns drittes Album Broken Silence kam 2001 auf den Markt und erreichte Platz fünf der US-amerikanischen Albumcharts. Im selben Jahr wurde ihr eine Beziehung mit dem Dancehall-Deejay Spragga Benz nachgesagt, mit dem sie auch musikalisch zusammenarbeitete.

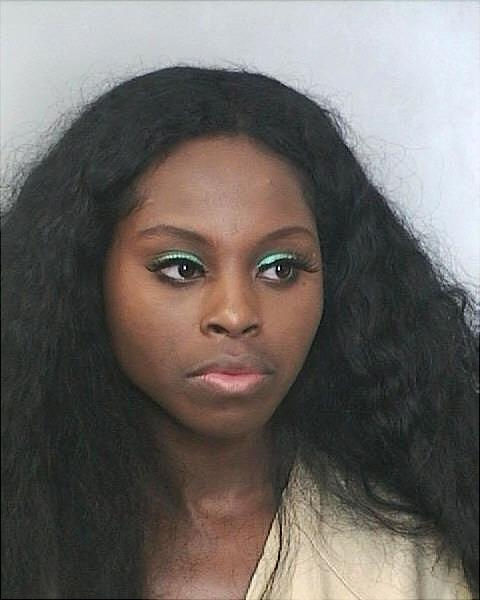
Foxy Brown, 2007

2003 sollte das Album Ill Na Na 2: The Fever erscheinen. Es wurde jedoch auf Grund von diversen Auseinandersetzungen mit ihrer Plattenfirma Def Jam gestrichen.
Brown erlitt im Mai 2005, kurz vor der Veröffentlichung ihres Albums Black Roses einen Hörsturz. Sie verlor dabei ihr komplettes Gehör. 2006 konnte es durch Ärzte mittels eines Cochleaimplantats weitestgehend wiederherstellt werden.
2007 löste Def Jam/Roc-a-Fella Records ihren Vertrag aus unbekannten Gründen auf. Sie wechselte zum Label Koch Records.
Brown kam mehrfach mit der Justiz in Konflikt: Im Oktober 2006 wurde sie zu drei Jahren auf Bewährung und der Auflage zur Teilnahme eines Anti-Aggressivitäts-Training verurteilt, da sie zwei Mitarbeiterinnen eines Maniküre-Salons im Streit um eine Rechnung tätlich angegriffen hatte. Im Februar 2007 musste sie eine Nacht in Polizeigewahrsam verbringen, da sie in einem Schönheitssalon wegen erneuter Körperverletzung verhaftet worden war. Nach dem 29. Juni 2007 blieb sie für eine Woche scheinbar verschwunden, nachdem sie ein Flugzeug nach London bestiegen hatte, eine Woche später tauchte sie jedoch wieder in der Öffentlichkeit auf.
Während ihrer Bewährungszeit verstieß sie wiederholt gegen ihre Bewährungsauflagen. So verließ sie ohne Erlaubnis den Staat New York, wurde beim Telefonieren am Steuer erwischt, während sie ein Stoppschild nicht beachtete und gab der Polizei einen falschen Namen an. Darüber hinaus warf sie einer Nachbarin ihr Mobiltelefon an den Kopf und brach ihre Anti-Aggressionskurse ab. Folglich wurde sie Anfang September 2007 zu einem Jahr Haft verurteilt. Nach acht Monaten Haft wurde sie am 18. April 2008 vorzeitig aus der Haftanstalt Rikers Island entlassen.
Das Mixtape-Album Brooklyn’s Don Diva wurde nach mehreren Verschiebungen im Mai 2008 veröffentlicht. Dieses wurde von Brown allerdings nicht unterstützt, da es zwischen ihr und Koch Records Unstimmigkeiten bezüglich der Auswahl der Titel auf dem Album gab. Trotzdem schaffte es das Album auf Platz 5 der US-Hip-Hop-/R&B-Album-Charts.
2017 brachte Foxy Brown eine Tochter zur Welt.

## Diskografie

### Studioalben
| Jahr | Titel          | Höchstplatzierung, Gesamtwochen, AuszeichnungChartplatzierungen (Jahr, Titel, Platzierungen, Wochen, Auszeichnungen, Anmerkungen) | Höchstplatzierung, Gesamtwochen, AuszeichnungChartplatzierungen (Jahr, Titel, Platzierungen, Wochen, Auszeichnungen, Anmerkungen) | Höchstplatzierung, Gesamtwochen, AuszeichnungChartplatzierungen (Jahr, Titel, Platzierungen, Wochen, Auszeichnungen, Anmerkungen) | Höchstplatzierung, Gesamtwochen, AuszeichnungChartplatzierungen (Jahr, Titel, Platzierungen, Wochen, Auszeichnungen, Anmerkungen) | Anmerkungen                             |
| Jahr | Titel          | DE | CH | UK | US | Anmerkungen                             |
| ---- | -------------- | --- | --- | --- | --- | --------------------------------------- |
| 1996 | Ill Na Na      | DE27 (43 Wo.)DE | — | UK98 Silber · (1 Wo.)UK | US7 Platin · (43 Wo.)US | Erstveröffentlichung: 19. November 1996 |
| 1999 | Chyna Doll     | DE7 (9 Wo.)DE | CH18 (7 Wo.)CH | UK51 (2 Wo.)UK | US1 Platin · (20 Wo.)US | Erstveröffentlichung: 26. Januar 1999   |
| 2001 | Broken Silence | DE26 (7 Wo.)DE | CH15 (9 Wo.)CH | UK93 (1 Wo.)UK | US5 Gold · (13 Wo.)US | Erstveröffentlichung: 17. Juli 2001     |

### Kollaboalben
| Jahr | Titel               | Höchstplatzierung, Gesamtwochen, AuszeichnungChartsChartplatzierungen (Jahr, Titel, Platzierungen, Wochen, Auszeichnungen, Anmerkungen) | Anmerkungen                                                                       |
| Jahr | Titel               | US | Anmerkungen                                                                       |
| ---- | ------------------- | --- | --------------------------------------------------------------------------------- |
| 1997 | The Firm: The Album | US1 (22 Wo.)US | Erstveröffentlichung: 21. Oktober 1997 mit Nas, AZ, Cormega & Nature als The Firm |

### Mixtapes
| Jahr | Titel               | Höchstplatzierung, Gesamtwochen, AuszeichnungChartsChartplatzierungen (Jahr, Titel, Platzierungen, Wochen, Auszeichnungen, Anmerkungen) | Anmerkungen                        |
| Jahr | Titel               | US | Anmerkungen                        |
| ---- | ------------------- | --- | ---------------------------------- |
| 2008 | Brooklyn’s Don Diva | US83 (2 Wo.)US | Erstveröffentlichung: 13. Mai 2008 |

### Singles als Leadmusikerin
| Jahr | Titel Album                  | Höchstplatzierung, Gesamtwochen, AuszeichnungChartplatzierungen (Jahr, Titel, Album, Platzierungen, Wochen, Auszeichnungen, Anmerkungen) | Höchstplatzierung, Gesamtwochen, AuszeichnungChartplatzierungen (Jahr, Titel, Album, Platzierungen, Wochen, Auszeichnungen, Anmerkungen) | Höchstplatzierung, Gesamtwochen, AuszeichnungChartplatzierungen (Jahr, Titel, Album, Platzierungen, Wochen, Auszeichnungen, Anmerkungen) | Höchstplatzierung, Gesamtwochen, AuszeichnungChartplatzierungen (Jahr, Titel, Album, Platzierungen, Wochen, Auszeichnungen, Anmerkungen) | Anmerkungen                                                               |
| Jahr | Titel Album                  | DE | CH | UK | US | Anmerkungen                                                               |
| ---- | ---------------------------- | --- | --- | --- | --- | ------------------------------------------------------------------------- |
| 1996 | Get Me Home Ill Na Na        | — | — | UK11 (5 Wo.)UK | — | Erstveröffentlichung: 15. September 1996 feat. BLACKstreet                |
| 1997 | I’ll Be Ill Na Na            | DE48 (9 Wo.)DE | — | UK9 (6 Wo.)UK | US7 Gold · (20 Wo.)US | Erstveröffentlichung: 4. März 1997 feat. Jay-Z                            |
| 1997 | Big Bad Momma Ill Na Na      | DE30 (11 Wo.)DE | CH23 (10 Wo.)CH | UK12 (3 Wo.)UK | US53 (15 Wo.)US | Erstveröffentlichung: 28. Juli 1997 feat. Dru Hill                        |
| 1997 | Firm Biz The Firm: The Album | — | — | UK18 (6 Wo.)UK | — | Erstveröffentlichung: 24. September 1997 als The Firm feat. Dawn Robinson |
| 1998 | Hot Spot Chyna Doll          | — | — | UK31 (2 Wo.)UK | US91 (6 Wo.)US | Erstveröffentlichung: 10. November 1998                                   |
| 2001 | Oh Yeah Broken Silence       | DE68 (5 Wo.)DE | CH19 (13 Wo.)CH | UK27 (3 Wo.)UK | — | Erstveröffentlichung: 4. Mai 2001 feat. Spragga Benz                      |

Weitere Singles
- 1999: I Can’t (feat. Total)
- 1999: JOB (feat. Mýa)
- 2001: Candy (feat. Kelis)
- 2002: Stylin’
- 2003: I Need a Man (feat. The Letter M.)
- 2003: Magnetic (feat. Pharrell Williams)
- 2005: Come Fly with Me (feat. Sizzla)
- 2007: We Don't Surrender (feat. Grafh)
- 2007: When the Lights Go Out (feat. Kira)
- 2008: Star Cry

### Singles als Gastmusikerin
| Jahr | Titel Album                                    | Höchstplatzierung, Gesamtwochen, AuszeichnungChartplatzierungen (Jahr, Titel, Album, Platzierungen, Wochen, Auszeichnungen, Anmerkungen) | Höchstplatzierung, Gesamtwochen, AuszeichnungChartplatzierungen (Jahr, Titel, Album, Platzierungen, Wochen, Auszeichnungen, Anmerkungen) | Höchstplatzierung, Gesamtwochen, AuszeichnungChartplatzierungen (Jahr, Titel, Album, Platzierungen, Wochen, Auszeichnungen, Anmerkungen) | Anmerkungen                                                                |
| Jahr | Titel Album                                    | DE | UK | US | Anmerkungen                                                                |
| ---- | ---------------------------------------------- | --- | --- | --- | -------------------------------------------------------------------------- |
| 1996 | Ain’t No Nigga Reasonable Doubt                | — | UK31 (2 Wo.)UK | US50 (20 Wo.)US | Erstveröffentlichung: 26. März 1996 Jay-Z feat. Foxy Brown                 |
| 1996 | Touch Me, Tease Me Case                        | — | UK26 (3 Wo.)UK | US14 (20 Wo.)US | Erstveröffentlichung: 30. April 1996 Case feat. Mary J. Blige & Foxy Brown |
| 1997 | (Always Be My) Sunshine In My Lifetime, Vol. 1 | DE18 (14 Wo.)DE | UK25 (2 Wo.)UK | US95 (2 Wo.)US | Erstveröffentlichung: 16. September 1997 Jay-Z feat. Foxy Brown & Babyface |
| 2004 | U Already Know Pleasure & Pain                 | — | — | US32 (20 Wo.)US | Erstveröffentlichung: 23. November 2004 112 feat. Foxy Brown               |

## Auszeichnungen für Musikverkäufe
| Goldene Schallplatte - Kanada - 1997: für das Album Ill Na Na |

Anmerkung: Auszeichnungen in Ländern aus den Charttabellen bzw. Chartboxen sind in ebendiesen zu finden.
| Land/RegionAuszeichnungen für Musikverkäufe (Land/Region, Auszeichnungen, Verkäufe, Quellen) | Silber  | Gold     | Platin     | Verkäufe  | Quellen         |
| -------------------------------------------------------------------------------------------- | ------- | -------- | ---------- | --------- | --------------- |
| Kanada (MC)                                                                                  | —       | Gold1    | —          | 50.000    | musiccanada.com |
| Vereinigte Staaten (RIAA)                                                                    | —       | 2× Gold2 | 2× Platin2 | 3.000.000 | riaa.com        |
| Vereinigtes Königreich (BPI)                                                                 | Silber1 | —        | —          | 60.000    | bpi.co.uk       |
| Insgesamt                                                                                    | Silber1 | 3× Gold3 | 2× Platin2 |           |                 |